# ورنا، گوا
ورنا، گوا (به انگلیسی: Verna, Goa) یک روستا در هند است که در South Goa واقع شده‌است.